# Francesc Bordàs i Salellas
Francesc Bordàs i Salellas (Girona, 16 de setembre de 1883 – Barcelona, 1960) va ser un metge i oftalmòleg català, germà de l'arquitecte Joan Bordàs i Salellas.
Llicenciat en Medicina per la Universitat de Barcelona el 1905, el 1906 es doctorà a Madrid. Després d'exercir un breu període a Gandia, ben aviat tornà a Barcelona on s'especialitzà en Oftalmologia amb el professor Josep Antoni Barraquer i Roviralta. A Barcelona, va tenir com a companys a Manuel Corachan i Garcia, Josep Roig i Raventós i Joan Soler i Julià. Encara d'estudiant, el 1904, guanya un premi per un treball manuscrit titulat Enfermedades oculares más frecuentes en las escuelas de Barcelona. Entre 1906 i 1912, fou ajudant honorari de la càtedra d'Oftalmologia de la Universitat de Barcelona on s'ocupa de les classes pràctiques. Treballà a l'Hospital de la Santa Creu i Sant Pau des del 1906, primer com a metge auxiliar i després com a metge ajudant. Posteriorment, fou nomenat metge oftalmòleg titular de l'Institut de la Dona que Treballa, més tard Institut de Santa Madrona, on exercí des de la seva fundació el 1920 fins a la seva mort. Fou, també, responsable del Servei d'Oftalmologia de l'Asil Duran i del Servei d’Oftalmologia de l’Hospital del Sagrat Cor. A més, fou col·laborador al Butlletí del Sindicat Metges de Catalunya i redactor del Diccionari de Medicina que dirigia Manuel Corachan.
El 1940 Bordàs fou nomenat cap del Servei d'Oftalmologia de l'Hospital de Sant Pau, succeint Ignasi Barraquer Barraquer. Feu notables aportacions a la millora de l'Oftalmologia com ara, en la utilització de la tècnica de la dacriocistorrinostomia per repermeabilitzar les vies lacrimals obstruïdes amb unes fresses que, també, són de la seva creació. Igualment, fou responsable dels canvis en la tècnica cirurgia antiglaucoma. Francesc Bordàs fou elegit membre de la Reial Acadèmia de Medicina de Barcelona l'octubre de l'any 1950. També és membre de diverses institucions científiques nacionals com de la Societat Oftalmològica Barcelonesa, la Societat Catalana d'Oftalmologia, que presideix del 1951 al 1953. Pertany, també, a les societats estrangeres com la Societat Francesa d’Oftalmologia i la Societat d’Oftalmologia Hispano Americana. Al costat de metges com Francesc Gallart i Monés, Tomàs Àngel Pinós, Jacint Vilardell, Joan Soler i Julià i Joan Codina Altés, viatjà als Estats Units per visitar i conèixer a fons la Clínica Mayo, model que volgué reproduir a Barcelona a la Clínica Plató. Com a fotògraf, Francesc Bordàs fou un dels primers metges a incorporar documentació fotogràfica a la seva pràctica professional diària per il·lustrar adequadament els seus arxius clínics. Una altra afició seva fou la musical. Compongué diverses obres musicals, entre elles una òpera bufa. Des del 1917 i fins a la seva mort, fou el metge del Gran Teatre del Liceu.